# Pargasite
La pargasite est une espèce minérale du groupe des silicates, du sous-groupe des inosilicates et de la famille des amphiboles.

## Origine
Elle se forme dans des roches métamorphiques et des roches volcaniques.

## Forme
Il y a des cristaux prismatiques mesurant parfois 3 cm ou lamellaires.

## Gisement
On en trouve en Finlande.